# Ultrabook

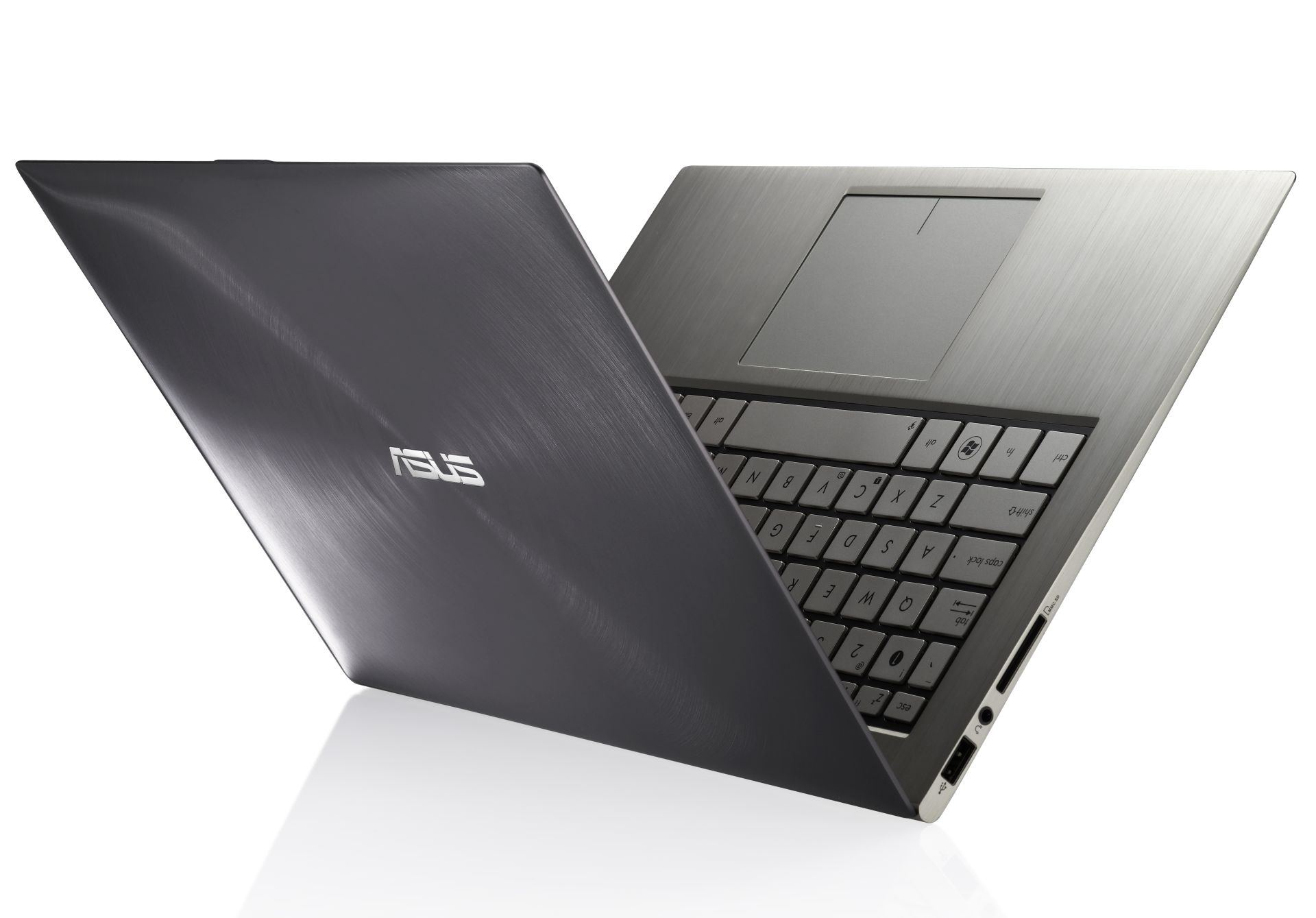
ASUS UX 31 – jeden z pierwszych ultrabooków

Ultrabook – lekka i smukła odmiana notebooka zdefiniowana w 2011 roku przez firmę Intel w następstwie sukcesu MacBooka Air firmy Apple (zaprezentowanego w 2008 roku). Ultrabook to zastrzeżony znak towarowy firmy Intel i produkt, który musi spełniać ściśle określone założenia:
- niewielka waga – max. 1,6 kg netto, 2 kg brutto,
- niewielka grubość – max. 21 mm, 23 mm grubości – pod warunkiem, że będą konwertowalne i umożliwią przekręcenie ekranu w tryb tabletu lub całkowite jego zdjęcie,
- długa żywotność akumulatora i czas pracy min. 5 godzin, 9 godzin dla 3 fazy (2013 rok),
- cena maks. 2000 USD,
- opcjonalnie ekran dotykowy,
- atrakcyjne wzornictwo.

Założenia te mają być spełnione z jednoczesnym utrzymaniem akceptowalnej wydajności ultrabooków w porównaniu do większych urządzeń i z zachowaniem pewnych cech zbieżnych z tabletami – np. szybkie (2-6 sekund) wychodzenie z trybu uśpienia/hibernacji i bardzo szybkie dochodzenie do stanu pełnej gotowości do pracy. Na rynku funkcjonują także zbliżone urządzenia, które nie mają prawa do posługiwania się określeniem Ultrabook z racji zastosowania komponentów innych firm bądź aspiracji do innych definicji, np. Chromebook, MacBook itd. 

## Fazy wprowadzania na rynek
Wprowadzenie Ultrabooków na rynek ma się odbyć w 3 fazach, które mają się pokrywać z wejściem kolejnych generacji niskonapięciowych procesorów Intela przeznaczonych do ultramobilnych zastosowań, m.in.: 
- faza 1 (4 kwartał 2011): architektura Sandy Bridge,
- faza 2 (2012): architektura Ivy Bridge,
- faza 3 (2013): architektura Haswell.